# Wildbräu Grafing
Die Brauerei Wildbräu Grafing GmbH ist eine Brauerei aus Grafing im Landkreis Ebersberg. Jährlich werden etwa 12.000 hl Bier produziert.

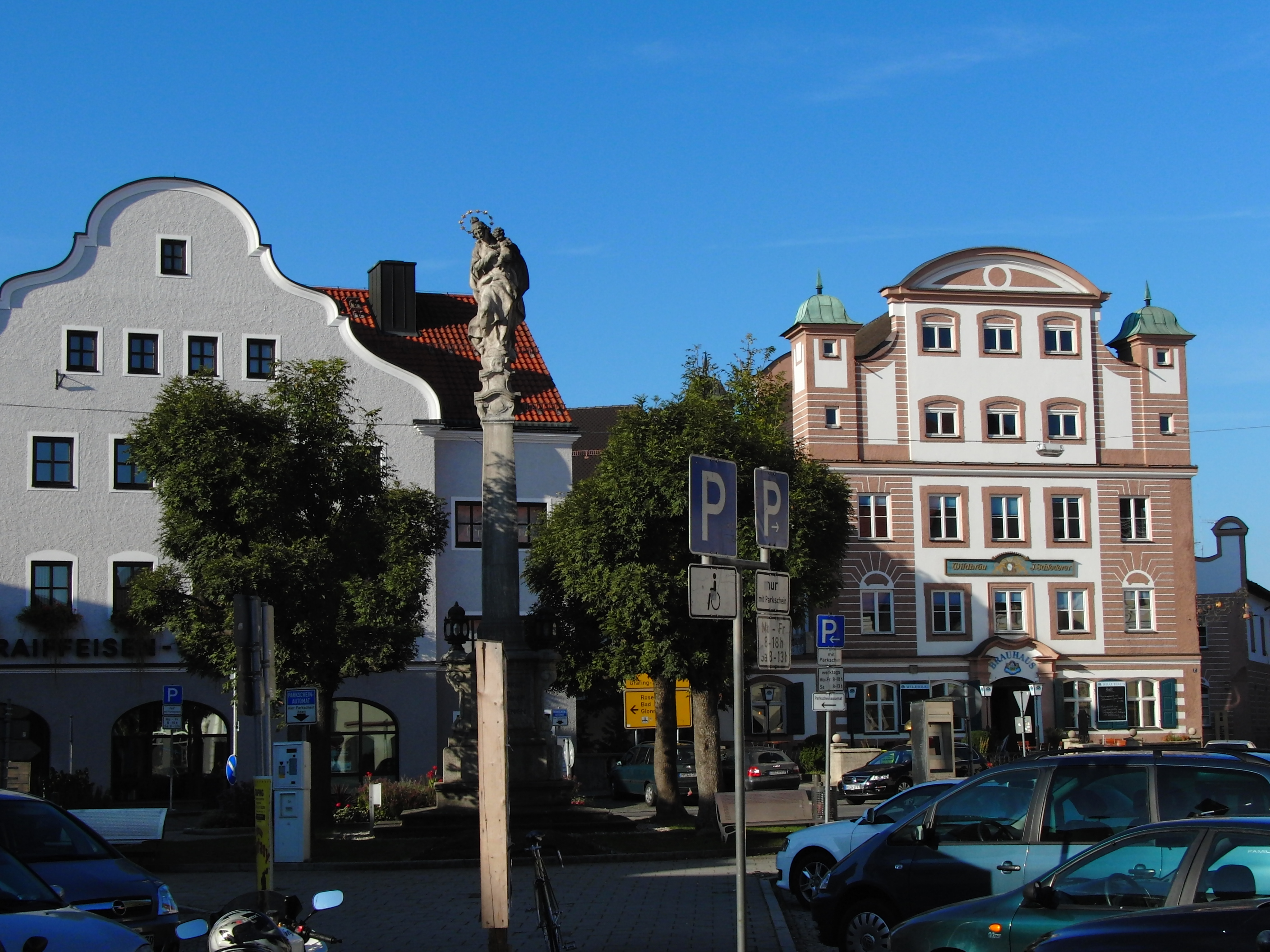
Wildbräu Grafing am Marktplatz

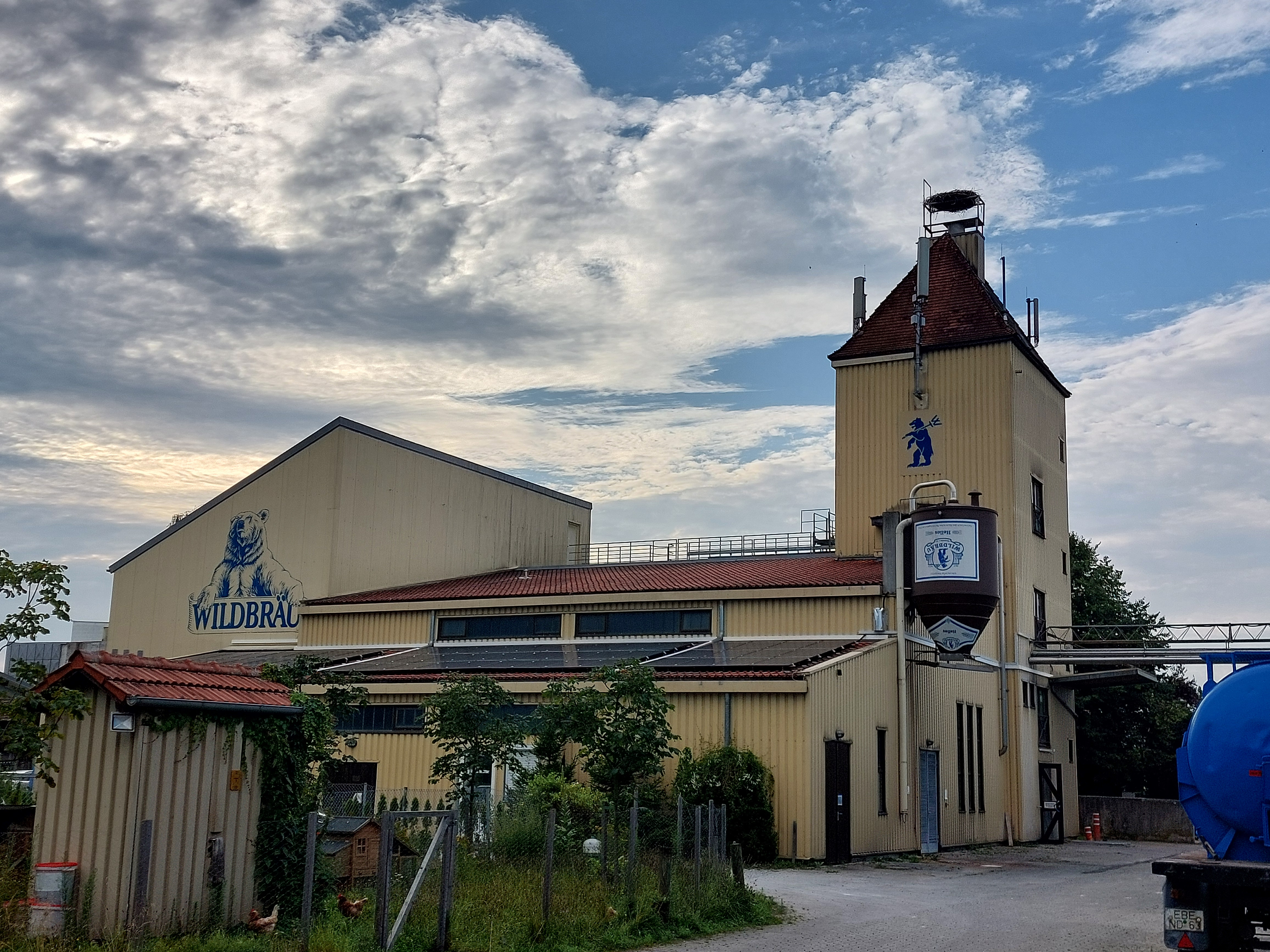
Das heutige Brauhaus

## Gründung
Eine 2021 im Münchener Stadtarchiv entdeckte Urkunde bezeugt, dass in Grafing schon seit 1060 Bier gebraut wird. Die Geschichte des heutigen Wildbräu lässt sich auf das Jahr 1616 zurückverfolgen. Das heutige Unternehmen Wildbräu Grafing GmbH wurde 2004 erstmals ins Handelsregister eingetragen.

## Geschichte
Im Laufe des Mittelalters entstand aus einem Landgut – der Keimzelle Grafings – ein Adelssitz am Grafinger Marktplatz, das „Gefreite Haus“. Diesem Landgut war eine Braustatt angeschlossen, die einem Brand zum Opfer fiel und durch den damaligen Inhaber Hildebrand von Kitscher im Jahr 1536 wiederaufgebaut und restauriert wurde.
Noch in der zweiten Hälfte des 16. Jahrhunderts erwuchs dem herrschaftlichen Brauhaus Konkurrenz durch drei bürgerliche Brauer. Diese führten alsbald gegen das Geschäftsgebaren der Adelsbrauerei wiederholt Beschwerde. Erst ein 1616 gesprochenes Urteil Herzog Maximilians I. sorgte für eine Befriedung und für ein in der Folge schiedliches Nebeneinander der vier allesamt um den Marktplatz gruppierten Braustätten.
Das Bierbrauen galt bis in die Moderne als Handwerk und war für den Adel nicht standesgemäß. Deshalb wurde das herrschaftliche Brauhaus bis ins 19. Jahrhundert von Braumeistern oder Pächtern geführt. Braumeister Caspar Weber führte den Betrieb im 17. Jahrhundert über mehrere Jahrzehnte, weshalb die Brauerei anschließend nach ihm jahrhundertelang im Volksmund „Kasperlbräu“ genannt wurde.

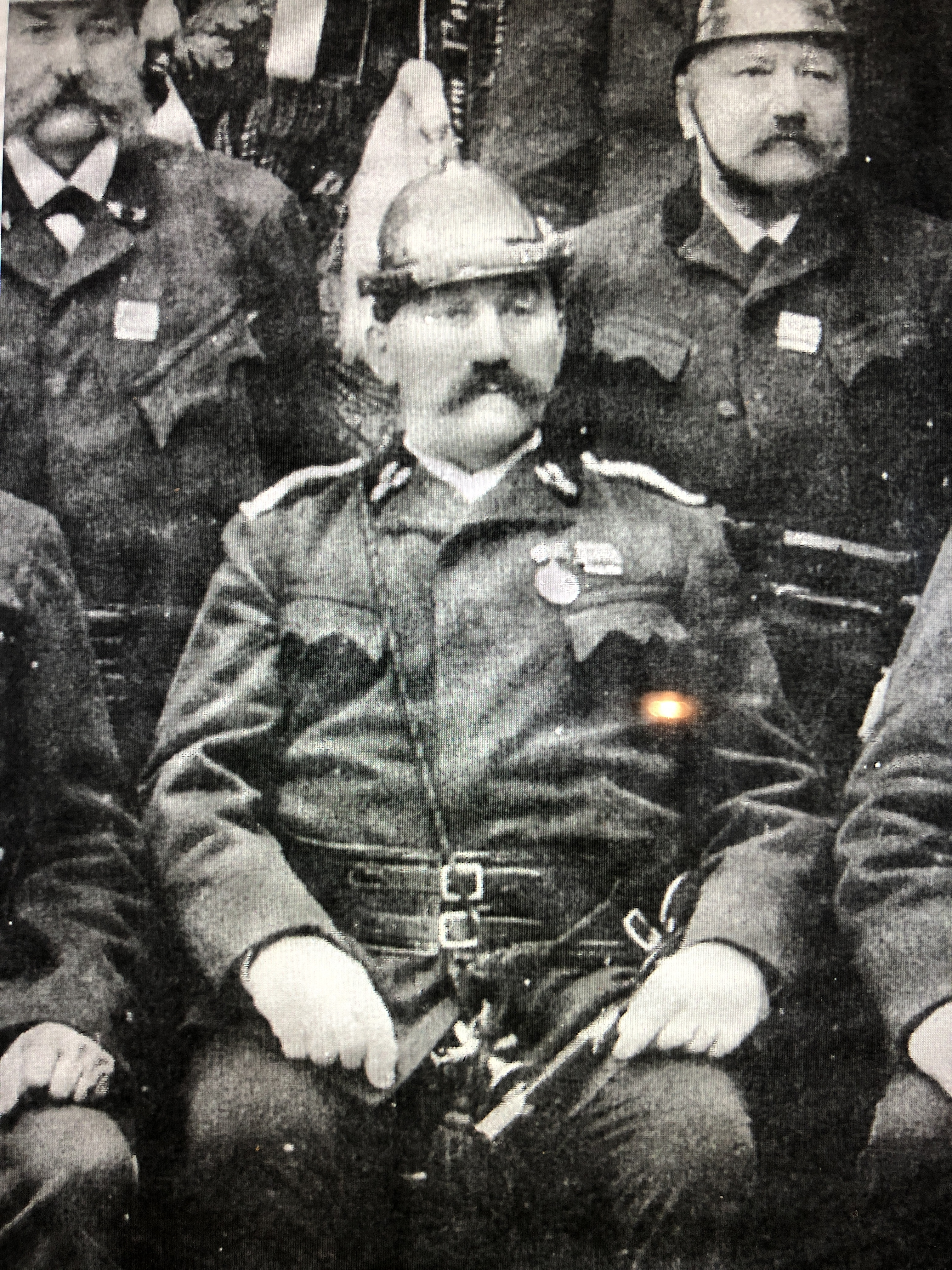
Korbinian Wild Brauereibesitzer, Namensgeber der Brauerei. Foto: Gründungsmitglieder der Feuerwehr (1894)

1819 verkaufte der Elkofener und Eisendorfer Hofmarksherr Johann Kasper Alois Graf Basselet von La Rosée das Brauerei-Anwesen samt allem Zubehör an seinen Braumeister Melchior Kleinmaier und dessen Frau Magdalena. Das so in bürgerliches Eigentum übergegangene Brauerei-Gut blieb fortan in Familienbesitz. Besondere Verdienste um das Unternehmen erwarb sich in der zweiten Hälfte des 19. Jahrhunderts der aus Aibling stammende Brauersohn Korbinian Wild (1840–1901), der Mann der Kleinmaier-Enkelin Elisabeth. Er erweiterte und stattete die Brauerei mit einem Bierkeller, einer Dampfmaschine und einem Wasserturm aus. Unter seiner Führung wurde die Brauerei zum „Wildbraü“.
Als Korbinian Wild 1901 starb, übernahm sein Schwiegersohn Josef Schlederer, Besitzer der Grafinger Reiterbräu, die Leitung der Geschäfte. Im selben Jahr legte er den eigenen Betrieb still, erwarb den benachbarten Heckerbräu und stellte auch dort die Produktion ein, so dass von da an in Grafing neben dem Wildbräu nur mehr die Brauerei Grandauer existierte. Schlederer holte in den 1920er Jahren bei der Marktgemeinde Grafing das Recht der Nutzung des Grafinger Wappenbären als Markenzeichen seines Unternehmens ein und beschaffte 1932 für seine Brauerei den ersten Holzgas-Lastkraftwagen in Bayern.
Nach den schwierigen Jahren des Zweiten Weltkrieges und der Nachkriegszeit konnte die Brauerei Wildbräu in den 1950er und 1960er Jahren wirtschaftlich aufbauen und der Betrieb wurde an den Stadtrand verlegt. 1993 wurde außerdem der zum Kauf angebotene örtliche Konkurrent, das Grandauerbräu, übernommen.

## Sonstiges

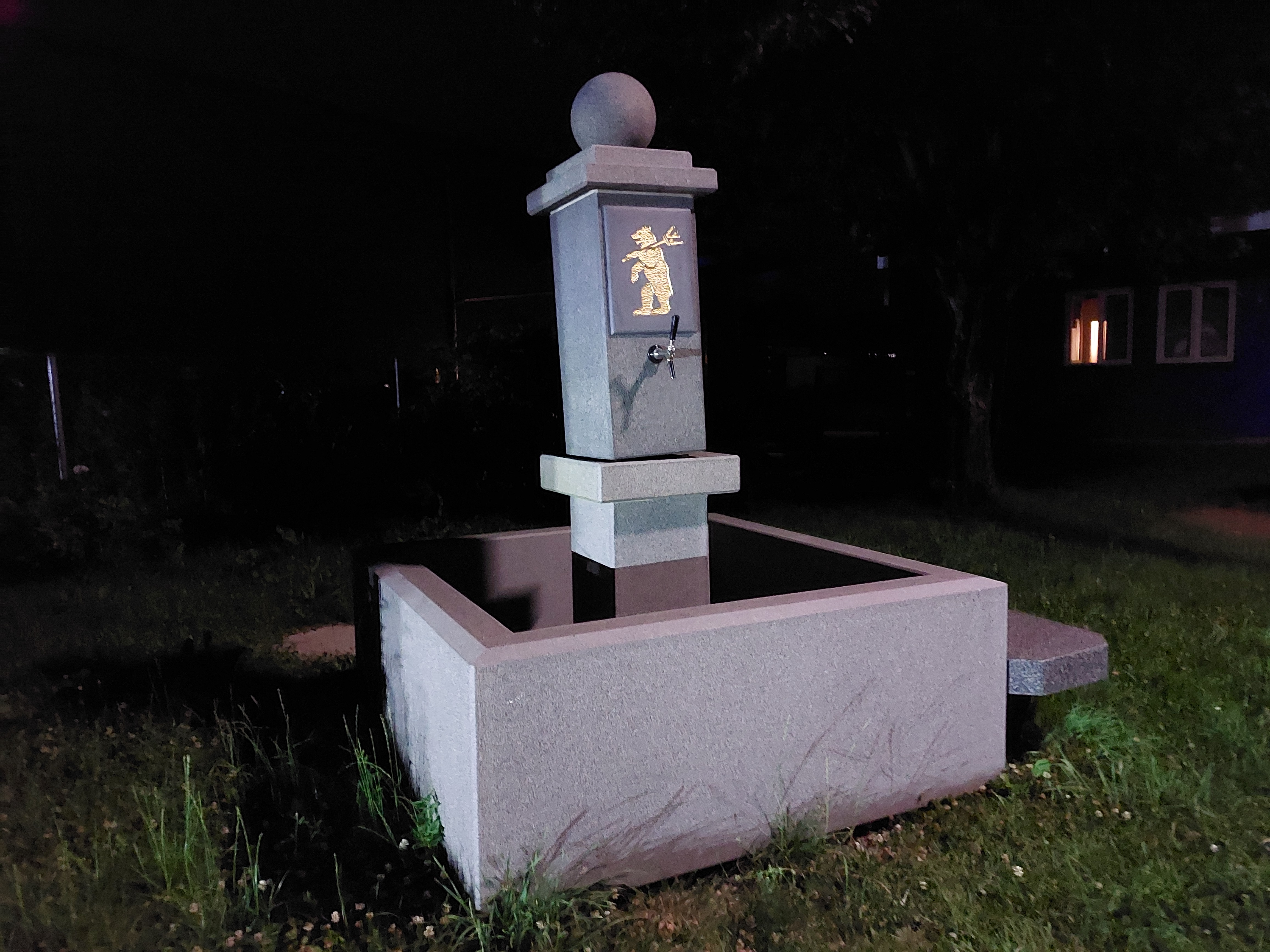
Aus dem Freibierbrunnen kommt jedes Jahr zum Tag der Firmengründung Freibier

Die Brauerei ist Mitglied im Brauring, einer Kooperationsgesellschaft privater Brauereien aus Deutschland, Österreich und der Schweiz.